# Andrew S. Tanenbaum
Andrew Stuart "Andy" Tanenbaum (nascut el 16 de març de 1944), també conegut com a ast, és professor de ciències de la computació de la Universitat Lliure d'Amsterdam, Països Baixos. Tanenbaum és més conegut per ser el creador de Minix, una rèplica gratuïta del sistema operatiu UNIX amb propòsits educatius, i pels seus llibres sobre ciències de la computació.

## Educació
Tanenbaum neix a la ciutat de Nova York (Estats Units) encara que va créixer en  White Plains. Es llicencia en física a l'Institut Tecnològic de Massachusetts (més conegut com a MIT), en 1965. El 1971 aconsegueix el doctorat en física a la Universitat de Califòrnia, Berkeley. Posteriorment es trasllada als Països Baixos per viure amb la seva dona, però encara conserva la ciutadania nord-americà. Des 2004 és professor d'Arquitectura d'ordinadors i sistemes operatius en la Universitat Lliure d'Amsterdam (Vrije Universiteit Amsterdam), on lidera un grup de sistemes de computació.

## Sistemes operatius
El 1987 crea el sistema operatiu Minix, un sistema Unix-like gratuït amb propòsits educatius, que posteriorment va inspirar Linux. El 1992 va participar en Usenet en un encès  debat amb Linus Torvalds, el creador de Linux, sobre els mèrits de la idea de Linus d'utilitzar un nucli monolític en comptes dels dissenys basats en un micronucli que Tanenbaum creia que serien la base dels sistemes operatius futurs. Aquest debat es va originar al grup de notícies comp.os.minux quan Andrew va enviar un missatge amb el títol LINUX is obsolete (en català, LINUX és obsolet)
Tanenbaum és l'autor, al juntament amb altres membres de la Universitat Lliure d'Amsterdam, del sistema operatiu distribuït de recerca  Amoeba, basat en una arquitectura de micronucli. Tanenbaum també és el creador de Globe, un programari que proveeix una infraestructura per a un sistema distribuït a nivell mundial.

## Llibres
Tanenbaum és àmpliament conegut pels seus llibres sobre informàtica, molt utilitzats en centres d'ensenyament superior, destacant, entre d'altres:
- Xarxes d'ordinadors (Computer Networks), ISBN 0-13-066102-3
- Sistemes operatius: disseny i implementació ( Operating Systems: Design and Implementation), ISBN 0-13-638677-6
- Sistemes operatius moderns ( Modern Operating Systems), ISBN 0-13-031358-0
- Structured Computer Organization, ISBN 0-13-148521-0
- Distributed Systems: Principles and Paradigms, ISBN 0-13-088893-1

En els següents enllaços es pot trobar una llista exhaustiva dels llibres i publicacions realitzats per Tanenbaum:
- Llibres publicats per Andrew S. Tanenbaum publicat per Prentice Hall
- Publicacions acadèmiques d'Andrew S. Tanenbaum Arxivat 2005-12-08 a Wayback Machine. de DBLP

## Electoral-vote.com
En 2004 crea Electoral-vote.com, un web on s'analitzaven els sondejos d'opinió per les eleccions presidencials dels Estats Units de 2004 per preveure quina seria la composició del Col·legi Electoral. Durant la major part de campanya, Tanenbaum oculta la seva identitat sota el pseudònim de «Votemaster», encara que reconeixent que té una preferència personal pel candidat John Kerry. L'1 de novembre de 2004, el dia anterior a les eleccions, Tanenbaum revela la seva identitat i les raons per les quals va crear la pàgina web. El 2006, la web Electoral-vote.com és novament utilitzada per analitzar els sondejos de les eleccions per al Congrés dels Estats Units de 2006.

## Premis
Tanembaum ha rebut diversos premis pel seu treball:
- En 2007 rep la IEEE James H. Mulligan, Jr Education Medal.[2]
- En 2004 membre de la Reial Acadèmia Holandesa d'Arts i Ciències.[3]
- En 2003 guanyador del premi de TAA McGuffey
- En 2002 guanyador del premi d'Excel·lència de Llibre de text Texty
- En 1997 guanyador de ACM CSE Contribucions Excepcionals a Premi d'Educació de Ciències Informàtiques
- En 1994 guanyador de Karl V. Karlstrom ACM Premi d'Educador Excepcional
- Premi al treball distingit, 10 º Simposi ACM a Principis de Sistema Operatiu
- Lloc en una llista en Qui és Qui al Món